# Avenida Tocantins

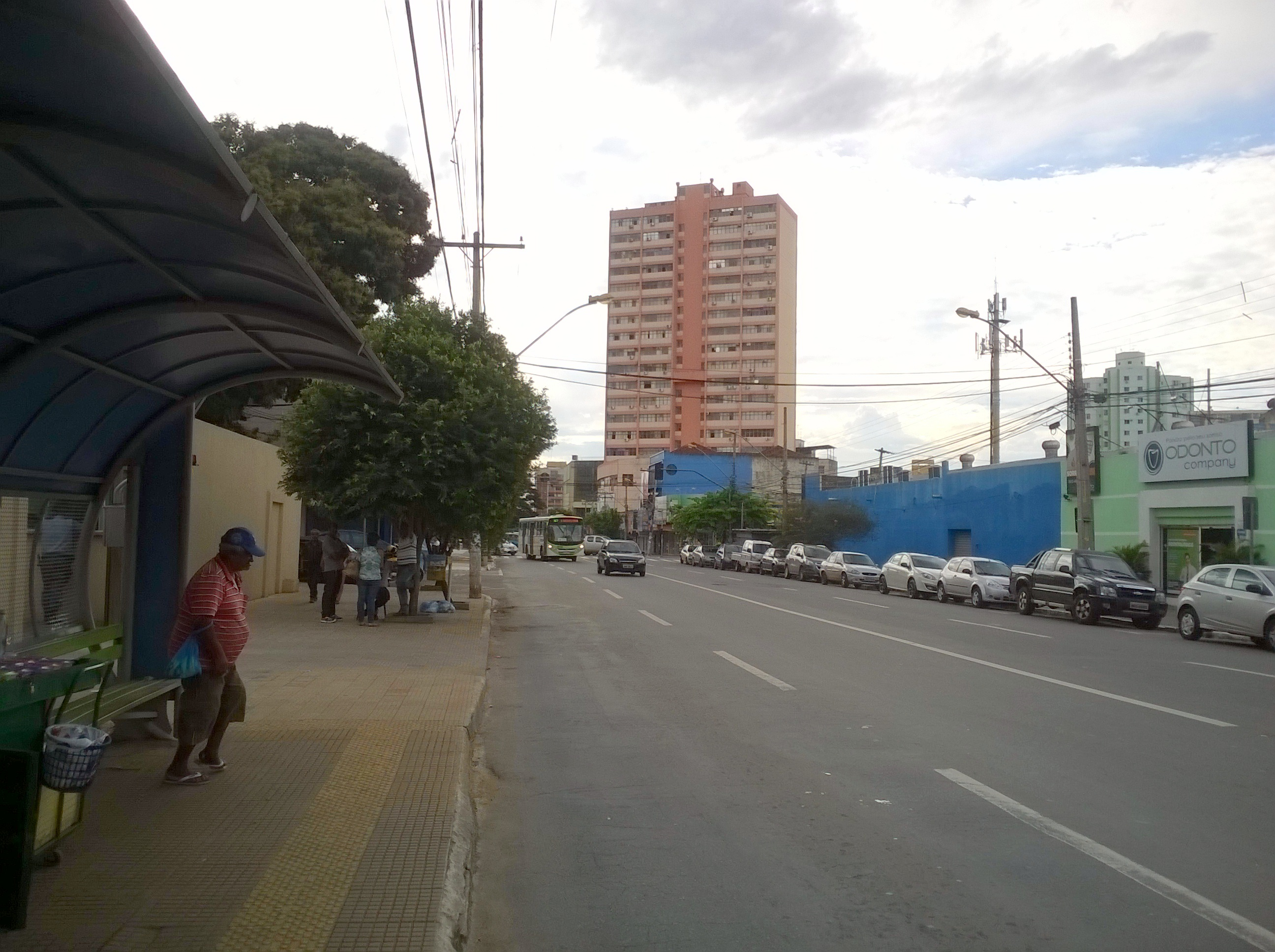
Avenida Tocantins, em abril de 2015.

Avenida Tocantins é um dos primeiros logradouros da cidade brasileira de Goiânia, capital do estado de Goiás. Localizado no Centro da cidade, é uma das principais vias para a Praça Cívica. Na Avenida Tocantins estão diversos prédios e locais, com destaque para o Centro de Convenções, o Teatro Goiânia, entre outros. Foi também em tal logradouro o local onde o acidente radiológico de 1987 aconteceu.